# Glanzelsterchen

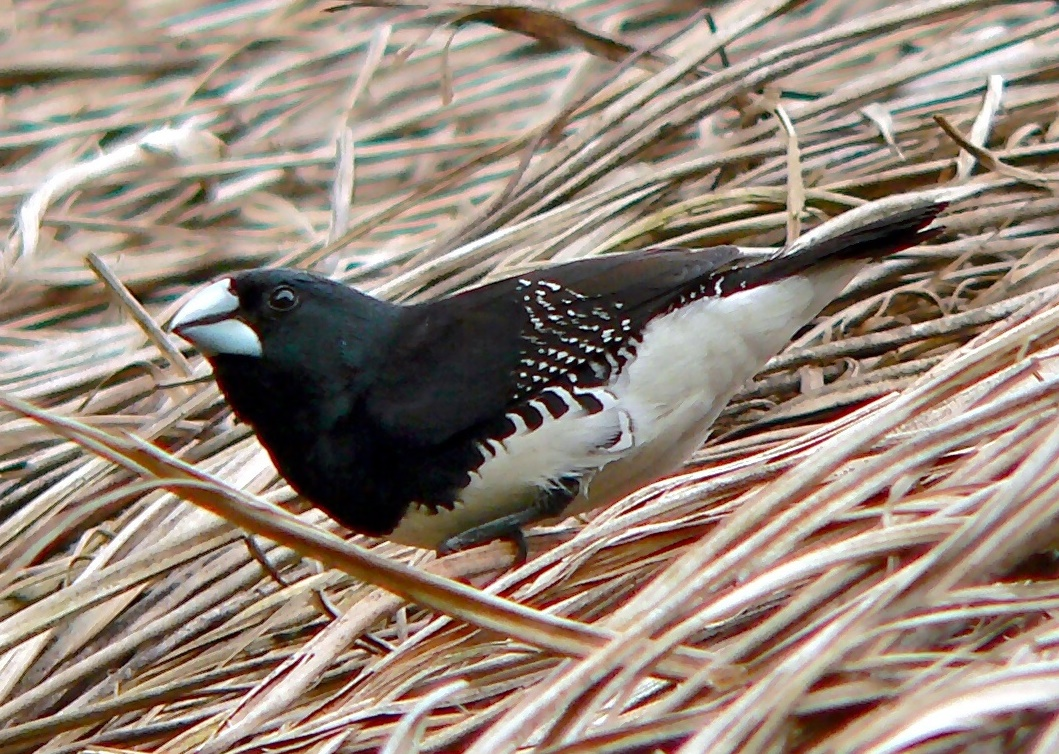
Glanzelsterchen

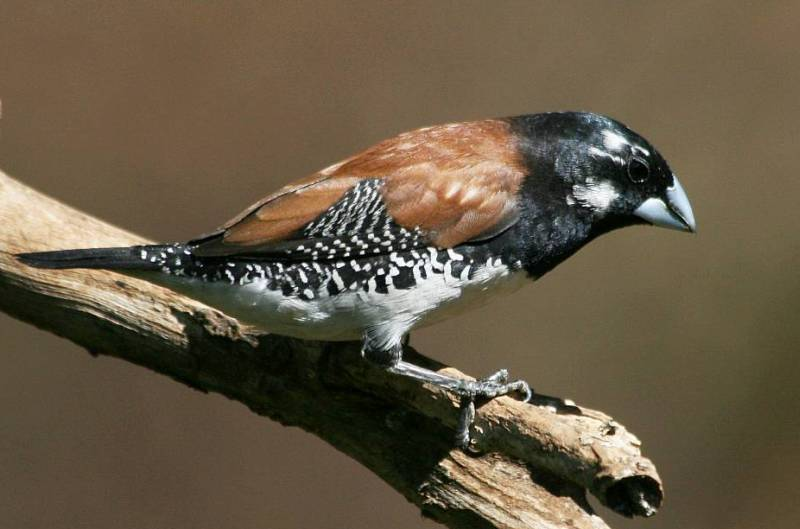
Partiell leuzistisches Glanzelsterchen

Das Glanzelsterchen (Spermestes bicolor, Syn. Lonchura bicolor), auch Braunrückenelsterchen, Schwarzkopfelsterchen, Rotrückenelsterchen, Gitterflügelelsterchen (Unterart Lonchura bicolor poensis) oder Katanga-Elsterchen genannt, ist eine der afrikanischen Vogelarten der Familie der Prachtfinken. Gemeinsam mit dem Kleinelsterchen und dem Riesenelsterchen ist es in die Gattung der Elsterchen eingeordnet.
Es werden mehrere Unterarten unterschieden, die sich in der Färbung von Rücken und Schwingen unterscheiden.

## Beschreibung
Glanzelsterchen erreichen eine Körperlänge von neun bis zehn Zentimeter und wiegen durchschnittlich knapp zehn Gramm. Sie gehören damit zu den eher klein bleibenden Prachtfinkenarten. Die Art weist keinen Geschlechtsdimorphismus auf.
Kopf und Hals der Glanzelsterchen sind glänzend schwarz. Bei der Nominatform Lonchura bicolor bicolor und der Unterart L. b. poensis sind auch Rücken, Flügeldecken und die innersten Schwingen schwarz. Die anderen Unterarten sind an diesen Körperstellen braun gefärbt. Die übrigen Schwingen sind schwarz und außer bei der Nominatform dicht weiß getüpfelt, so dass ein gitterartiges Muster entsteht. Bürzel und Oberschwanzdecken sind schwarz. Die Körperunterseite ist weiß, die Körperseiten dagegen schwarz mit weißen Federsäumen. Der kräftige Schnabel ist hell- bis bleigrau, die Augen sind braun.
Jungvögel sind auf der Körperoberseite düsterbraun, die Handschwingen sind schwarz. Sie gleichen den Jungvögel des Zwergelsterchens und weisen auch dieselbe Rachenzeichnung auf, sind aber etwas kontrastreicher gefärbt.

## Verbreitungsgebiet und Lebensweise
Das Glanzelsterchen kommt von Gambia und Guinea im Westen Afrikas über Kamerun bis nach Kenia und an der Ostküste des afrikanischen Kontinents bis nach Südafrika vor. Der Lebensraum sind Waldlichtungen und Waldränder, Hochgras und Gebüsch an Bachufern und dem Rand von Sümpfen sowie verwilderte Pflanzungen. Im Osten des Verbreitungsgebietes kommt das Glanzelsterchen auch in Galeriewäldern sowie den Dickichten an Flussufern der Savanne vor. Die Höhenverbreitung reicht bis zu Höhenlagen von 2000 Meter über NN.
Wie viele andere Prachtfinkenarten ist auch das Glanzelsterchen eine gesellige Art, das außerhalb der Brutzeit in Gruppen von meist dreißig bis vierzig Individuen zu beobachten ist. Sie sitzen häufig dicht aneinander gedrängt auf Ästen oder Leitungsdrähten. Die Nahrung besteht vor allem aus Grassamen, daneben fressen sie auch Insekten. In einigen Regionen spielt auch das Fruchtfleisch der Ölpalme in ihrer Ernährung eine Rolle. Wie bei einigen anderen Bronzemännchenarten wurde auch beim Glanzelsterchen beobachtet, dass es Algen frisst.
Die Brutzeit fällt in die Regenzeit und variiert entsprechend abhängig vom Verbreitungsgebiet. So brüten sie in Uganda von April bis August, in Sierra Leone dagegen von September bis Dezember. Glanzelsterchen sind Freibrüter. Ihr Nest befindet sich gewöhnlich zwei bis sieben Meter über dem Erdboden und ist meist gut in dicht belaubten Bäumen oder Büschen versteckt. Als Niststandort werden auch Bambus und Schlinggewächse genutzt. Als Nistmaterial verbauen sie Grashalme und Kokosfasern. Das Weibchen legt zwischen drei und sechs weißschalige Eier. Sie werden 11 bis 13 Tage lang bebrütet.

## Haltung
Das Glanzelsterchen wurde erstmals 1888 nach Europa eingeführt. Dabei handelte es sich um die Unterart Lonchura bicolor poensis, dem sogenannten Gitterflügelelsterchen, bei dem sich auf den Schwingen zahlreiche weiße Tüpfel befinden, so dass eine weiße Gitterzeichnung entsteht. 1895 wurde die Unterart Lonchura bicolor nigriceps eingeführt, das wegen seiner kastanienbraunen Flügel und dem kastanienbraunen Rücken im Deutschen als Braunrückenelsterchen bezeichnet wird.

## Belege

### Einzelbelege
1. ↑  Nicolai et al., S. 352
2. ↑  Nicolai et al., S. 353
3. ↑  Nicolai et al., S. 254
4. ↑  Nicolai et al., S. 356